# Warfield (Columbia Británica)
Warfield es un pueblo canadiense situado en la provincia de Columbia Británica.

## Superficie
Warfield tiene una superficie de 1,89 km².

## Demografía
En 2021, tenía 1753 habitantes, una densidad poblacional de 929,3 hab./km², y 828 viviendas.